# Aspalathus rostrata
Aspalathus rostrata är en ärtväxtart som beskrevs av George Bentham. Aspalathus rostrata ingår i släktet Aspalathus och familjen ärtväxter. Inga underarter finns listade i Catalogue of Life.